# Drets de la dona a la Revolució Francesa

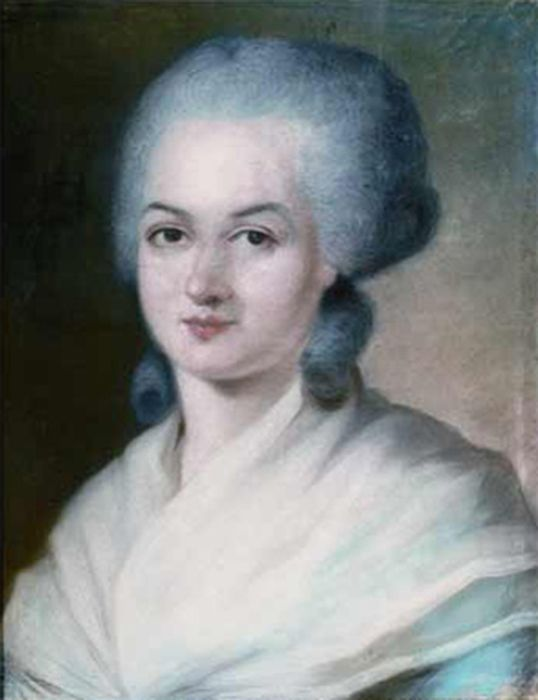
Olympe de Gouges, feminista del segle XVIII

Els drets de les dones a la Revolució Francesa són el conjunt de drets i reivindicacions d'igualtat d'estatus polític i social entre homes i dones que aquestes van fer durant la Revolució Francesa de 1789, al segle xviii. Pertany a la història del feminisme o, per a alguns autors, al protofeminisme. El terme "feminisme", durant molt de temps atribuït erròniament atribuït a Fourier, en realitat data del 1874.

## Context

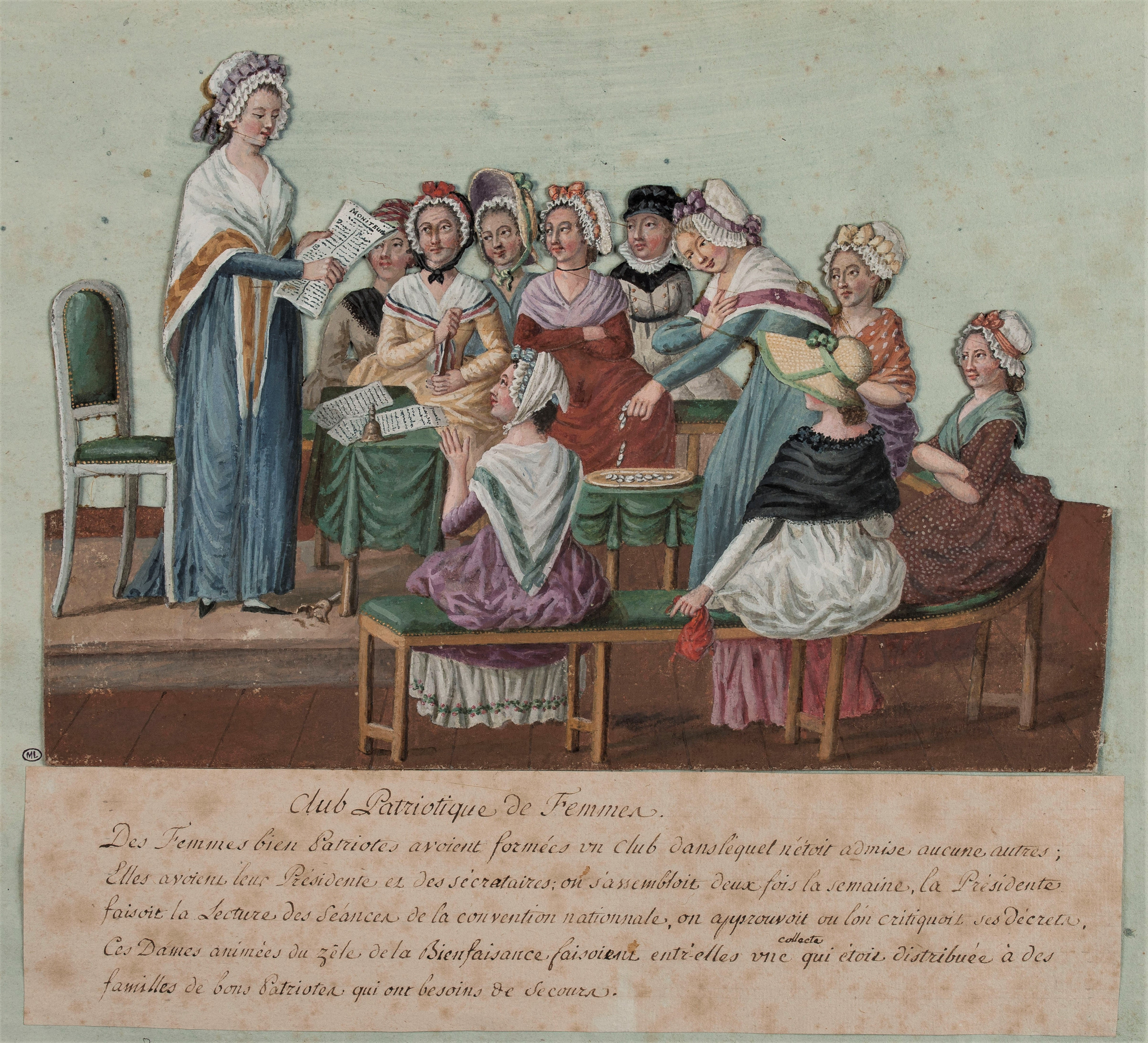
El Club de Dones Patriotes a la Revolució Francesa

Tot i la contribució de la dona a la redacció dels quaderns de queixes i el paper que juguen les dones del poble de París, en particular durant els esdeveniments d'octubre de 1789 per demanar pa i armes, les dones no són assignades a un determinat dret la Declaració dels Drets de l'Home i del Ciutadà i si el nou règim es reconeix la seva personalitat, que no drets de vot en aquell moment.

## Declaració dels drets de la dona

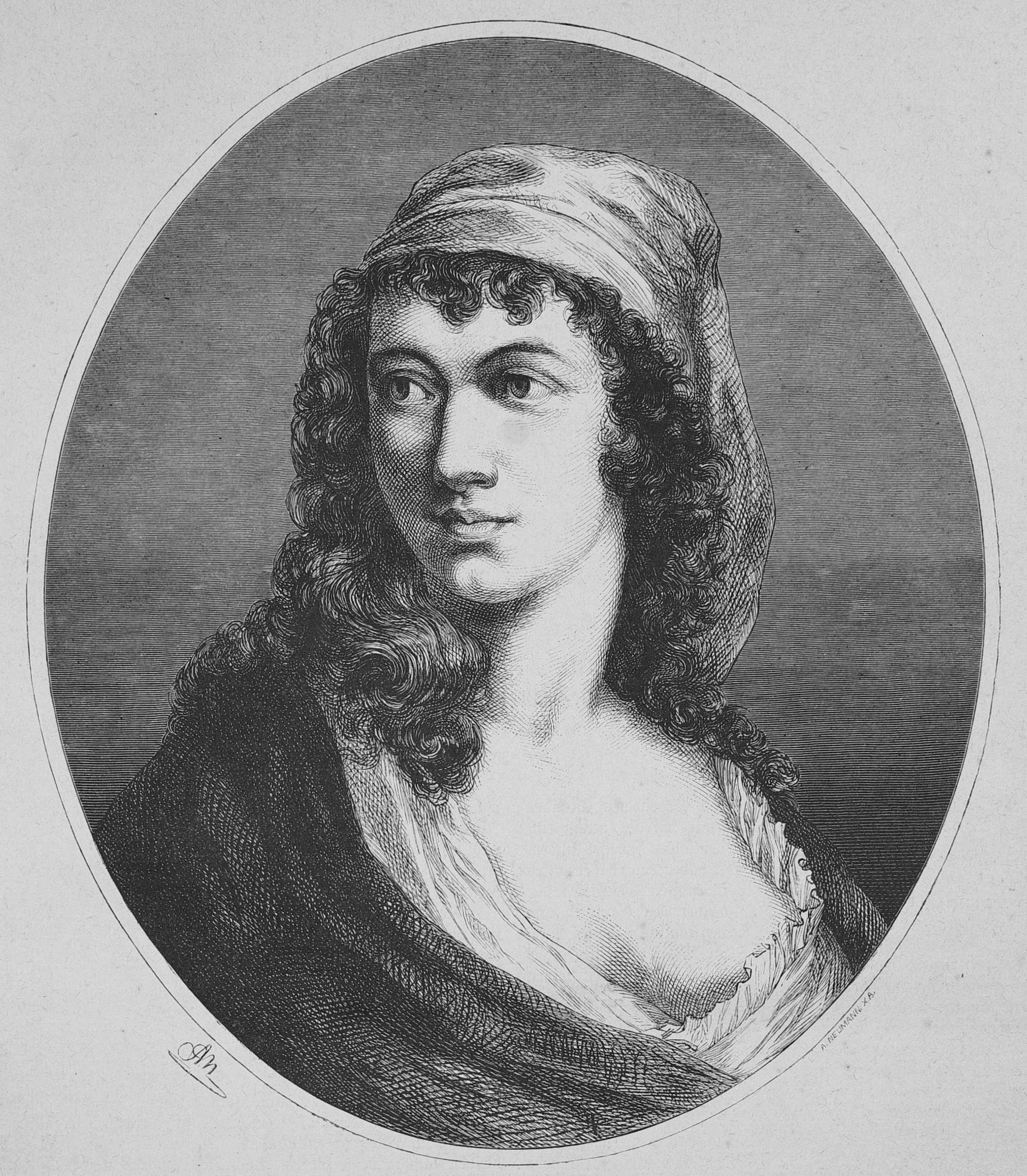
Théroigne de Méricourt

Nogensmenys continuen a investir l'espai públic, organitzades en clubs mixtos o femenins i en societats d'ajuda mútua i de beneficència, i participen amb passió, a semblança dels homes, a totes les lluites polítiques de l'època. Entre les personalitats femenines notòries dels començaments de la Revolució, cal retenir Olympe de Gouges qui publica el 1791 la Declaració dels drets de la dona i de la ciutadana i Théroigne de Méricourt que va cridar al poble a prendre les armes i participant en la presa de la Bastilla, pel que va ser recompensada amb la donació d'una espasa per l'Assemblea nacional. Gràcies a dones com Claire Lacombe, Louison Chabry o Renée Audou va ser organitzada la marxa sobre Versalles que acaba portant Lluís XVI a la capital.
Totes dues properes dels Girondins, van conèixer una fi tràgica: Théroigne de Méricourt tornant-se boja després d'haver estat fuetejada nua per partidàries dels seus adversaris i Olympe de Gouges, guillotinada. Si les dones han estat privades del dret de vot, això no els ha evitat càstigs reservats als homes i nombroses van conèixer la presó o la forca en resposta a les seves accions públiques i polítiques.

## El club de les ciutadanes republicanes revolucionàries

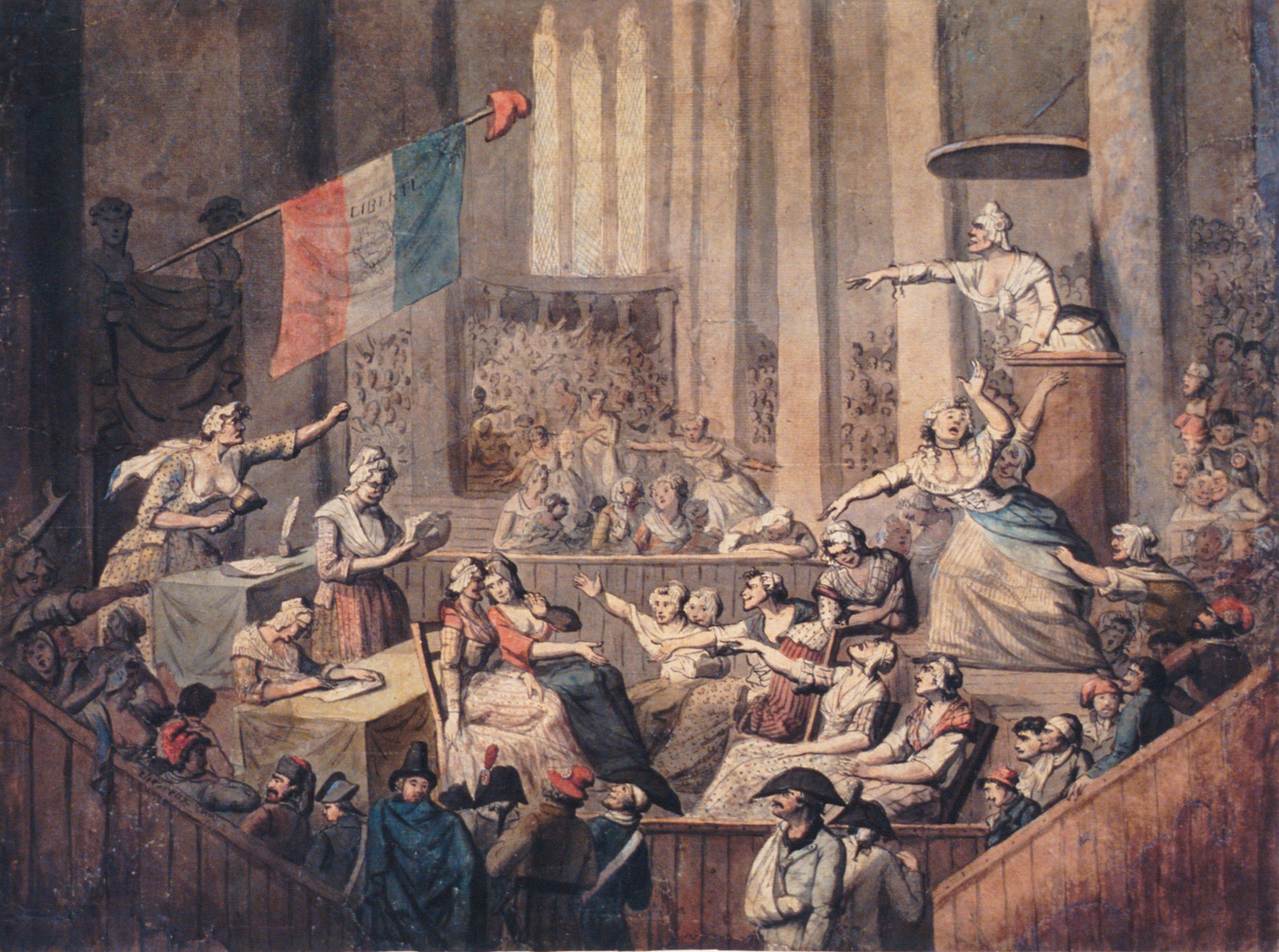
Club de dones a Chérieux, l'any 1793

A partir de 1792, l'entrada en guerra de França condueix algunes a barallar-se a les fronteres mentre que el 1793 es desenvolupa a París una militància femenina, portat per dones del poble parisenc properes de les sans-culottes. Les dues-centes dones del Club de les ciutadanes republicanes revolucionàries creat el 10 de maig de 1793 per Clara Lacombe i Pauline Léon, les «teixidores», ocupen les tribunes públiques de la Constituent i increpen els diputats, entenent representar el poble sobirà. Les seves crides vehements al Regnat del Terror i a la Igualtat, la seva participació en la caiguda dels Girondins i les altres manifestacions espectaculars de les «furioses» els anaven a valer una imatge de fúries sanguinàries que alimentaria molt de temps les repulsions del poder masculí. Clara Lacombe proposa armar les dones.

## Prohibició de l'associacionisme femení

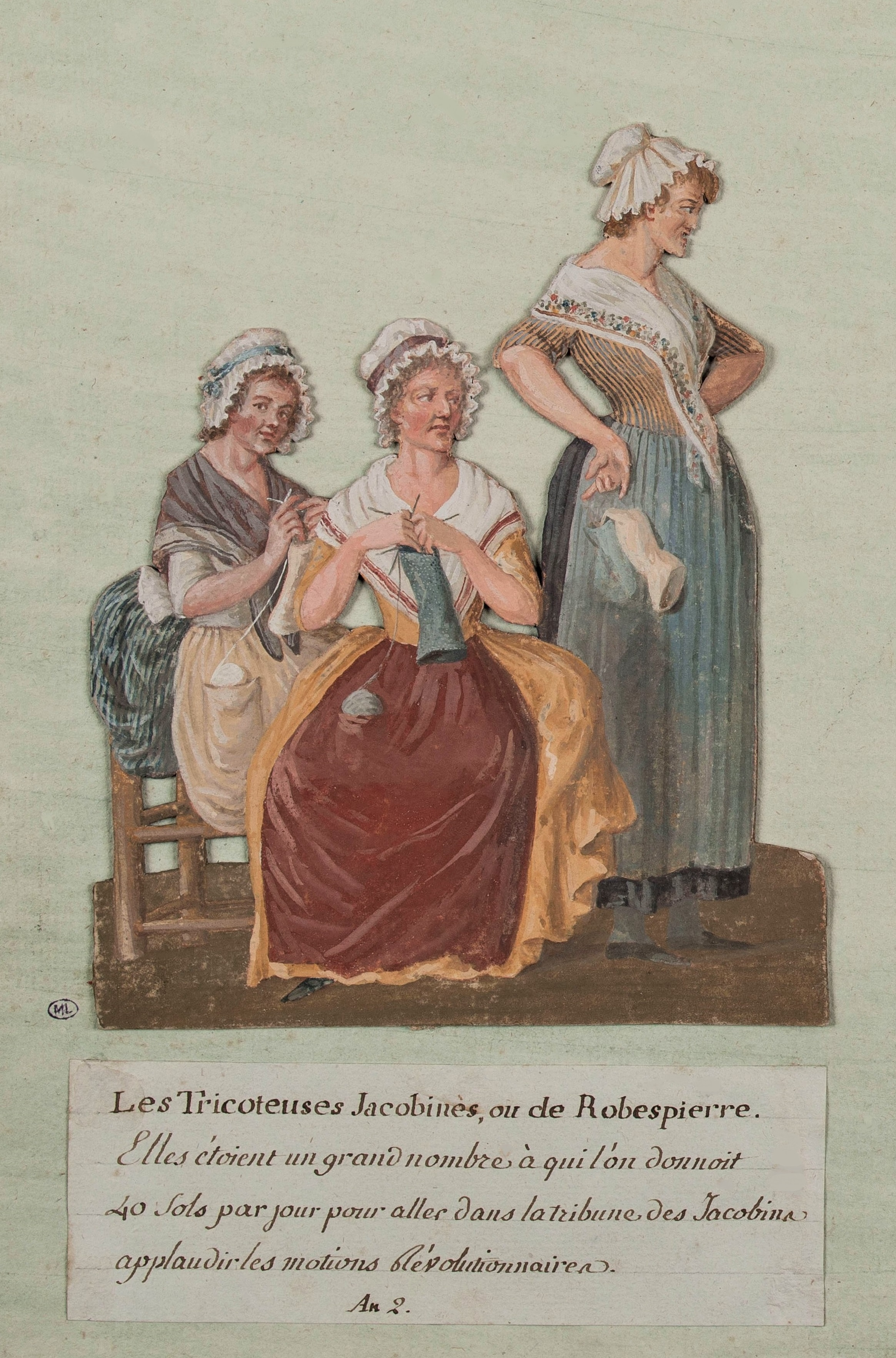
"Les teixidores" l'any 1793, poc després es prohibirien totes les associacions polítiques de dones

Tanmateix, més que els excessos d'una violència àmpliament compartida en aquell temps, són en principi les reticències dels homes al poder que exclouen aquestes dones de l'esfera política. La majoria dels diputats comparteixen les concepcions exposades en l'Émile de Rousseau d'un ideal femení restringit al paper de mares i d'esposes, rars són aquells que, com Condorcet, reivindiquen el dret de vot de les dones en virtut dels drets naturals inherents al gènere humà que a la mateixa època inspiren la lluita contra el despotisme i l'esclavatge.
El novembre de 1793, tota associació política femenina és prohibida, però les dones continuaran tanmateix jugant un paper fins a la insurrecció de la primavera de 1795, de la qual la paraula d'ordre és «pa i la Constitució de 93», abans que la repressió generalitzada que marca la fi de la Revolució posi un termini provisional en aquesta primera presa de paraula política, per a les dones com per als homes.